# Першинг-2
MGM-31C «Першинг 2» (англ. MGM-31C Pershing II) — американская твердотопливная двухступенчатая баллистическая ракета средней дальности мобильного базирования. Разработчик — компания «Мартин Мариэтта».

## Разработка
В 1973 году началась разработка системы, призванной заменить «Першинг-1А». Четырёхсоткилотонная боеголовка была признана слишком мощной для ракеты такой дальности, а меньшая мощность требовала большей точности. Контракт на разработку был заключён с компанией «Мартин Мариэтта» в 1975 году. «Першинг-2» использовал новые боеголовки W85 с варьируемой мощностью от 5 до 80 кт.
В 1976 году Советский Союз начал развёртывание ракет РСД-10 с максимальной дальностью стрельбы 4300 км (после модернизации дальность была увеличена до 5500 км). В связи с этим требования к дальности стрельбы «Першинг-2» возросли до 1400 км. Из-за того, что этого всё ещё было недостаточно, чтобы достигнуть территории СССР, командование НАТО приняло решение развернуть вместе с «Першинг-2» крылатые ракеты «Томагавк» наземного базирования, которые обладали бо́льшим радиусом действия, но гораздо меньшей скоростью.

## Развёртывание
К середине 1970-х США развернули в Европе 180 баллистических ракет мобильного базирования Першинг-1. В ответ СССР в 1976 году начал развертывание комплексов РСД-10 аналогичного назначения. Для удержания превосходства 12 декабря 1979 года НАТО приняло решение развернуть в Европе 572 ракеты средней дальности: 108 «Першинг-2» и 464 крылатых ракет BGM-109G «Томагавк» наземного мобильного базирования (для сравнения: в 1987 году СССР имел в арсеналах и на дежурстве 650 ракет РСД-10, из них для европейского театра боевых действий предназначались две трети этого количества).
Всего было произведено 384 ракеты «Першинг-2», в том числе:
1. 228 ракет для развёртывания;
2. 132 для обучения;
3. 24 для контроля.[2]

Первая батарея (девять ракет) была развёрнута в Западной Германии в декабре 1983 года и к декабрю 1985 года все 108 ракет «Першинг-1A», находившиеся у подразделений Армии США в ФРГ, были заменены на «Першинг-2».
В Западной Германии «Першинги» располагались в трёх батальонах, следующим образом: 40 ракет (4 резервных) и 36 пусковых установок (ПУ) для них — в районе города Швебиш-Гмюнд, ещё 40 ракет (4 резервных) и 43 ПУ (7 резервных) — около города Ной-Ульм, в районе Вальдхейде-Неккарзульм дислоцировалось 40 ракет (4 резервных) и 36 ПУ. Дополнительно к указанному, 12 ракет находилось на хранении в Вайлербахе.
На территории США 111 ракет находилось в хранилище Пуэбло в штате Колорадо. Одна пара ракета/ПУ оставались в Редстоунском арсенале (штат Алабама), ещё три хранились на мысе Канаверал во Флориде, 39 ПУ и 42 ракеты имелись в форте Силл, штат Оклахома.
По состоянию на декабрь 1987 года, в эксплуатации находилось 247 ракет.

## Ликвидация
В декабре 1987 года СССР и США подписали Договор о ликвидации ракет средней и меньшей дальности (РСМД), согласно которому подлежали ликвидации все ракеты средней (от 1000 до 5500 км) и меньшей (от 500 до 1000 км) дальности. Снятие «Першинг-2» с дежурства в Европе началось в октябре 1988 года и завершилось 6 июля 1989 года. Уничтожение MGM-31C (и остававшихся MGM-31B) осуществлялось статическим прожигом ракетных двигателей на стенде, таким методом последняя ступень была уничтожена в мае 1991 года. 15 корпусов ракет и ПУ были сохранены для статических экспозиций. Ядерная боевая часть W85 не уничтожалась и была использована для снаряжения свободнопадающих авиабомб типа Mk 61 Mod 10 (ранее сама W85 была разработана на базе боевой части авиабомб Mk 61 Mod 3 и Mod 4).